# Нант (округ)
Округ Нант (фр. Arrondissement de Nantes) — округ у Франції, в департаменті Атлантична Луара. 2023 року округ об'єднував 76 муніципалітетів, населення становило 873 557 осіб.
Адміністративний центр (супрефектура) — Нант.

## Муніципалітети
Список муніципалітетів округу та їхні коди INSEE:
1. Басс-Гулен (44009)
2. Брен (44024)
3. Бугене (44020)
4. Буе (44018)
5. Буссе (44022)
6. Валле (44212)
7. Верту (44215)
8. В'єйвінь (44216)
9. Вю (44220)
10. Горж (44064)
11. Діватт-сюр-Луар (44029)
12. Егрефей-сюр-Мен (44002)
13. Ендр (44074)
14. Женестон (44223)
15. Жетіньє (44063)
16. Каркфу (44026)
17. Кліссон (44043)
18. Кордме (44045)
19. Коркуе-сюр-Лонь (44156)
20. Куерон (44047)
21. Ла-Буассєр-дю-Доре (44016)
22. Ла-Е-Фуасьєр (44070)
23. Ла-Лімузіньєр (44083)
24. Ла-Марн (44090)
25. Ла-Монтань (44101)
26. Ла-Планш (44127)
27. Ла-Регрипп'єр (44140)
28. Ла-Ремодьєр (44141)
29. Ла-Шапель-Елен (44032)
30. Ла-Шапель-сюр-Ердр (44035)
31. Ла-Шеврольєр (44041)
32. Ле-Біньон (44014)
33. Ле-Ландро (44079)
34. Ле-Лору-Боттеро (44084)
35. Ле-Палле (44117)
36. Ле-Пельрен (44120)
37. Ле-Сориньєр (44198)
38. Ле-Тампль-де-Бретань (44203)
39. Леже (44081)
40. Машкуль-Сен-Мем (44087)
41. Медон-сюр-Севр (44088)
42. Мов-сюр-Луар (44094)
43. Монбер (44102)
44. Монньєр (44100)
45. Музійон (44108)
46. Нант (44109)
47. Орво (44114)
48. От-Гулен (44071)
49. Поль (44119)
50. Пон-Сен-Мартен (44130)
51. Пор-Сен-Пер (44133)
52. Резе (44143)
53. Ремує (44142)
54. Руанс (44145)
55. Сен-Ерблен (44162)
56. Сен-Жан-де-Буазо (44166)
57. Сен-Жульєн-де-Консель (44169)
58. Сен-Ілер-де-Кліссон (44165)
59. Сен-Коломбан (44155)
60. Сен-Леже-ле-Вінь (44171)
61. Сен-Люмін-де-Кліссон (44173)
62. Сен-Люмін-де-Куте (44174)
63. Сен-Марс-де-Куте (44178)
64. Сен-Себастьян-сюр-Луар (44190)
65. Сен-Фіакр-сюр-Мен (44159)
66. Сен-Фільбер-де-Гран-Льє (44188)
67. Сент-Еньян-Гранльє (44150)
68. Сент-Етьєнн-де-Мер-Морт (44157)
69. Сент-Етьєнн-де-Монлюк (44158)
70. Сент-Люс-сюр-Луар (44172)
71. Сент-Пазанн (44186)
72. Сотрон (44194)
73. Туаре-сюр-Луар (44204)
74. Тувуа (44206)
75. Шато-Тебо (44037)
76. Шекс-ан-Ре (44039)